# Melanolophia humidaria
Melanolophia humidaria är en fjärilsart som beskrevs av William Schaus 1901. Melanolophia humidaria ingår i släktet Melanolophia och familjen mätare. Inga underarter finns listade i Catalogue of Life.